# Elisabeth av Bayern (1876–1965)
Elisabeth, hertiginna i Bayern, född 25 juli 1876 på slottet Possenhofen nära Pöcking i Bayern, död 23 januari 1965 i Bryssel, var drottning av Belgien 1909–1934, som gift med kung Albert I av Belgien.

## Biografi
Elisabeth var dotter till den kände ögonläkaren Karl Theodor, hertig i Bayern, och Maria Josepha, infanta av Portugal, som var dotter till Mikael I av Portugal. Genom sin farmor Ludovika av Bayern, moster till drottning Josephine av Sverige, var hon syssling med Karl XV och Oscar II av Sverige och Norge. Elisabeth och hennes syster Marie-Gabrielle studerade från 1890 på Saint-Josephs internatskola i Zangberg. Hon talade tyska, franska och engelska och spelade piano och fiol.
Elisabeth gifte sig 2 oktober 1900 i München med Albert I av Belgien. Paret hade sammanförts av Albert syster Henriette av Belgien. Alberts föräldrar var initialt skeptiska eftersom Elisabeth varken var särskilt rik eller ansågs särskilt vacker och för att hennes släkt hade rykte om sig att vara excentrisk, men gav sitt samtycke till förlovningen. Äktenskapet beskrivs som lyckligt.

### Drottning
Paret blev kung och drottning 1909. I oktober 1910 närvarade hon vid det tyska kejsarparets statsbesök. Elisabeth spelade en mer offentlig roll som drottning än sina två företrädare. Under första världskriget, då Belgien var ockuperat av tyskarna, blev hon populär på grund av sitt engagemang för sårade och flyktingar. Hon och hennes barn evakuerades 17 augusti 1941 till Antwerpen och 31 augusti till Storbritannien, men Elisabeth återvände till Belgien efter att ha lämnat sina barn i säkerhet och evakuerades tillsammans med kung Albert i oktober till Yser, där de tillbringade kriget bakom linjerna tills Belgien kunde befrias. I motsats till vad som har påståtts arbetade hon inte personligen varje dag som sjuksköterska på doktor Antoine Depages sjukhus i La Panne; hon var på andra sätt involverad i sjukvården, men hon vägrade alltid att bära Röda Korsets huvudbonad, även om hon ibland bar armbindeln. Istället organiserade hon de administrativa aspekterna inom soldatsjukvården, samlade in medel och ingrep med militära myndigheter vid behov. Elisabeth hyllades för sin lojalitet mot Belgien, särskilt på grund av att hon själv var tysk, systerdotter till Österrikes kejsare, och hennes bror var tysk soldat. Kungaparet blev båda populära patriotiska symboler under kriget, och Albert fick smeknamnet "Riddarkungen" och Elisabeth "Sköterskedrottningen".
Elisabeth grundade 1926 Fondation Médicale Reine Élisabeth (F.M.R.E.) för medicinsk forskning. Från 5 juni 1928 till 31 augusti 1928 besökte kungaparet Belgiska Kongo. Hon grundade 1930 Fonds Reine Élisabeth för hjälp av de nödlidande i Belgiska Kongo. Elisabeth gjorde sig också känd som en stor musikälskare och var en ofta sedd gäst på olika musikfestivaler runt om i Europa. Hon vistades våren 1926 i Sverige för att lära känna de svenska prinsessorna och undersöka om någon av dem kunde passa som svärdotter, något som slutligen ledde till giftermålet mellan hennes son kronprins Leopold och Astrid av Sverige. 

### Änkedrottning
Vid makens död 1934 trädde hon tillbaka från offentligheten, men efter sin svärdotters död 1935 återupptog hon alla representativa uppgifter som tillkom en drottning. Hon blev också fostermor åt sina nu moderlösa barnbarn. Elisabeth stödde 1936 skapandet av l'Orchestre national de Belgique. År 1937 grundade hon musikfestivalen Concours musical international Reine Élisabeth de Belgique (CMIREB).
Under andra världskriget ockuperades Belgien av Nazityskland. Hennes son kungen sattes i husarrest av tyskarna på Laekens slott och hon bosatte sig där med honom under kriget, men husarresten inkluderade inte Elisabeth, och hon var personligen fri att komma och gå som hon ville. Hon besökte till och med sin dotter i Italien 1943. Hon bjöd 1941 in Lilian Baels till slottet, som hennes son kungen sedan gifte sig med. 
Under kriget använde hon sina tyska kontakter till att rädda många judar undan nazisterna, och fick efter kriget av staten Israel utmärkelsen Rättfärdig bland folken. Hon mottog 1942 besök från judiska representanter, som berättade för henne om de tyska deportationerna av judar. Hon lovade då att hjälpa till att förhindra deportationerna till Polen, och ingrep vid flera tillfällen framgångsrikt till förmån för individuella judar. 1943 fördes diskussioner vid det belgiska hovet om att utse Elisabeth till nominell ställföreträdande regent i det fall Leopold III skulle föras som krigsfånge till Tyskland, men kungen ansåg henne inte lämplig för det, möjligen på grund av hennes kommunistiska sympatier. I juni 1944 fördes kungen, hans hustru och barn som krigsfångar till Tyskland. Elisabeth fördes inte bort av tyskarna och visade offentligt sitt stöd för sin yngre son Charles, när han utsågs till ställföreträdande regent. Privat stödde hon sin äldsta son Leopold III:s önskan att återta tronen, men hennes vägran att ta ställning offentligt skapade en konflikt mellan dem, och han bad henne 1950 att flytta från Laekens slott.
Elisabeth blev efter kriget känd som den "röda drottningen", eftersom hon ofta syntes på musikfestivaler i Sovjetblocket. Elisabeth hade fattat sympati för kommunismen under andra världskriget. Hennes sympati uppges ha kommit delvis på grund av hennes motstånd mot nazismen och delvis på grund av kommunismens officiella princip om världsfred. Hennes politiska sympatier gjorde att hon tidvis betraktades som en tänkbar säkerhetsrisk under kalla kriget. Efter kriget ägnade hon sig främst åt sitt intresse för musik. Hon fick inga formella uppgifter i Belgien, men hon accepterade många inbjudningar att närvara vid olika högtider i andra länder, och besökte ett flertal gånger kommunistiska stater för att närvara vid tillfällen som berörde främst musik och konst. 

## Barn
- Leopold III av Belgien (1901–1983) gift med Astrid av Sverige
- Charles (1903–1983), regent 1944-1950
- Marie José av Belgien (1906–2001) gift 1930 med Umberto II av Italien